# 눈으로 묻고 얼굴로 대답하고 마음 속 가득히 사랑은 영원히
"눈으로 묻고 얼굴로 대답하고 마음 속 가득히 사랑은 영원히"는 1974년 7월 6일 개봉한 김영효 감독의 영화이다. 대한민국에서 제작된 영화 중 3번째로 긴 제목의 영화로 알려져 있다.

## 상세
1973년 대전교도소에서 여의사와 복역수가 옥중 결혼식을 올렸던 실화를 바탕으로 제작된 영화로, 장르는 "순애 드라마"로 알려져 있다. 주식회사 우성사에서 제작을 담당하였으며, 1974년 4월 제작발표 후 5월에 촬영을 마무리하였다. 6월 29일에는 전체관람가 등급을 부여받았으며, 7월 6일에 개봉하였다.
이 영화는 당시로선 가장 긴 영화 제목으로 개봉 전부터 화제를 모았으며, 2017년에도 제목이 세번째로 가장 긴 한국 영화로 올라 있다. 당시 긴 제목으로 인해 찬반 양론이 불거지기도 했으며, '우리 영화계에도 조금씩 긴 영화제목이 나올 때가 됐다'는 여론으로 마무리됐다고 전해진다.
영화진흥위원회 데이터베이스 기준으로 총 관객수는 서울에서만 18,607명이다.

## 배역
| - 신성일 - 우연정 - 이대엽 - 이향 - 최성 - 방수일 - 장혁 | - 추석양 - 박경주 - 남미리 - 유영애 - 박예숙 - 홍지연 |

## 참고
아래는 영화 제목이 긴 대한민국 영화들이다.
1. 27자: "대학로에서 매춘하다가 토막 살해당한 여고생 아직 대학로에 있다"
2. 26자: "어디선가 누군가에 무슨 일이 생기면 틀림없이 나타난다 홍반장"
3. 24자: "눈으로 묻고 얼굴로 대답하고 마음 속 가득히 사랑은 영원히"
4. 20자: "철없는 아내와 파란만장한 남편 그리고 태권소녀"
5. 17자: "열 아홉의 절망 끝에 부르는 하나의 사랑 노래"
6. 17자: "내가 성에 관해 알고 있는 몇가지 이야기들"
7. 17자: "따봉수사대-밥풀떼기 형사와 전봇대 형사"
8. 16자: "꼴찌부터 일등까지 우리반을 찾습니다"
9. 16자: "바람부는 날이면 압구정동에 가야한다"
10. 16자: "사랑하고 싶은 여자 & 결혼하고 싶은 여자"